# Iberisk smaragdödla
Iberisk smaragdödla (Lacerta schreiberi) är en ödla som förekommer på Iberiska halvön. Den hör till familjen egentliga ödlor och släktet halsbandsödlor.

## Kännetecken
Den iberiska smaragdödlan kan nå en längd på något över 35 centimeter. Den grönaktiga hanen blir under fortplantningsperioden blåfärgad på huvud och hals. Honan har grönaktig eller brunaktig grundfärg på kroppen och brunt huvud. Både hanen och honan har svart mönstring på kroppen, småprickig hos hanen och större hos honan. Unga individer känns igen genom att kroppssidorna hos dessa har vitaktiga eller gulaktiga svartkantade band.

## Utbredning
Den iberiska smaragdödlan finns främst i nordvästra och centrala Spaniens bergstrakter och i norra och västra Portugal, men det finns även några isolerade populationer längre söderut. I centrala Spaniens bergstrakter förekommer den upp till en höjd av 2 100 meter över havet.

## Levnadssätt
Den iberiska smaragdödlans habitat är buskmarker och öppnare skogar, betesmarker, skogskanter och kantzoner till floder och åar. Dess föda är främst insekter.